# Sultona

Una sultona típica, la 1,3-propano sultona.

En química orgánica, las sultonas son ésteres de sulfonato cíclicos de los ácidos hidroxi sulfónicos, que existen principalmente como anillos de cuatro-, siete, y algunas vees cinco miembros. Frecuentemente, son intermediarios de vida corta, usados como fuertes agentes alquilantes, para introducir un grupo sulfonato cargado negativamente.
En presencia de agua, se hidrolizan a su corrosivo ácido hidroxisulfónico respectivo. Las sultonas se descomponen cuando se calientan para producir humos tóxicos y malolientes de dióxido de azufre.
Las oximas de sultonas son intermediarios clave en la síntesis de la droga anticonvulsiva zonisamida.
Las sultonas son clasificadas como tóxicas, carcinogénicas, mutagénicas y teratogénicas.